# Мартін Корнбакк
Мартін Петер Корнбакк (швед. Marthin Peter Kornbakk; нар. 13 лютого 1964, Гетеборг) — шведський борець греко-римського стилю, срібний призер чемпіонату світу, срібний призер чемпіонату Європи, дворазовий срібний призер Кубків світу, учасник Олімпійських ігор.

## Життєпис
Боротьбою почав займатися з 1973 року. У 1980 році завоював срібну медаль чемпіонату світу серед юніорів. У 1983 році став бронзовим призером чемпіонату світу серед молоді. 
Виступав за борцівський клуб «Örgryte Idrottssällskap», Гетеборг. Тренер — Франк Стін.

### Родина
Старщий брат, срібного призера чемпіонату світу, срібного призера чемпіонату Європи, учасника Олімпійських ігор Торб'єрна Корнбакка.

## Спортивні результати на міжнародних змаганнях

### Виступи на Олімпіадах
| Змагання                    | Збірна | Вагова категорія                 | Місце |
| --------------------------- | ------ | -------------------------------- | ----- |
| Літні Олімпійські ігри 1992 | Швеція | греко-римська боротьба, до 68 кг | 11    |

### Виступи на Чемпіонатах світу
| Змагання                        | Збірна | Вагова категорія                 | Місце  |
| ------------------------------- | ------ | -------------------------------- | ------ |
| Чемпіонат світу з боротьби 1990 | Швеція | греко-римська боротьба, до 68 кг | 6      |
| Чемпіонат світу з боротьби 1991 | Швеція | греко-римська боротьба, до 68 кг | Срібло |
| Чемпіонат світу з боротьби 1993 | Швеція | греко-римська боротьба, до 68 кг | 4      |

### Виступи на Чемпіонатах Європи
| Змагання                         | Збірна | Вагова категорія                 | Місце  |
| -------------------------------- | ------ | -------------------------------- | ------ |
| Чемпіонат Європи з боротьби 1991 | Швеція | греко-римська боротьба, до 68 кг | Срібло |

### Виступи на Кубках світу
| Змагання                    | Збірна | Вагова категорія                 | Місце  |
| --------------------------- | ------ | -------------------------------- | ------ |
| Кубок світу з боротьби 1985 | Швеція | греко-римська боротьба, до 74 кг | 5      |
| Кубок світу з боротьби 1989 | Швеція | греко-римська боротьба, до 68 кг | Срібло |
| Кубок світу з боротьби 1990 | Швеція | греко-римська боротьба, до 68 кг | Срібло |

### Виступи на інших змаганнях
| Змагання                            | Збірна | Вагова категорія                 | Місце  |
| ----------------------------------- | ------ | -------------------------------- | ------ |
| Гран-прі Німеччини з боротьби 1988  | Швеція | греко-римська боротьба, до 68 кг | 4      |
| Північний чемпіонат з боротьби 1988 | Швеція | греко-римська боротьба, до 68 кг | Золото |
| Гран-прі Німеччини з боротьби 1989  | Швеція | греко-римська боротьба, до 68 кг | 11     |
| Гран-прі Німеччини з боротьби 1990  | Швеція | греко-римська боротьба, до 68 кг | 6      |
| Гран-прі Німеччини з боротьби 1993  | Швеція | греко-римська боротьба, до 68 кг | 11     |
| Північний чемпіонат з боротьби 1993 | Швеція | греко-римська боротьба, до 68 кг | Срібло |
| Ігри Балтійського моря 1993         | Швеція | греко-римська боротьба, до 74 кг | Срібло |

### Виступи на змаганнях молодших вікових груп
| Змагання                                          | Збірна | Вагова категорія                 | Місце  |
| ------------------------------------------------- | ------ | -------------------------------- | ------ |
| Чемпіонат світу з боротьби серед юніорів 1980     | Швеція | греко-римська боротьба, до 59 кг | Срібло |
| Північний чемпіонат з боротьби серед юніорів 1982 | Швеція | греко-римська боротьба, до 68 кг | Золото |
| Північний чемпіонат з боротьби серед юніорів 1983 | Швеція | греко-римська боротьба, до 68 кг | Золото |
| Північний чемпіонат з боротьби серед юніорів 1984 | Швеція | греко-римська боротьба, до 68 кг | Золото |
| Чемпіонат світу з боротьби серед молоді 1983      | Швеція | греко-римська боротьба, до 68 кг | Бронза |